# Badminton, Gloucestershire
Badminton är en ort och civil parish i Storbritannien.   Den ligger i kommunen South Gloucestershire och riksdelen England, i den södra delen av landet, 150 km väster om huvudstaden London. Badminton ligger 124 meter över havet och antalet invånare är 271.
Terrängen runt Badminton är platt. Runt Badminton är det ganska tätbefolkat, med 172 invånare per kvadratkilometer. Närmaste större samhälle är Chipping Sodbury, 7,5 km väster om Badminton. Trakten runt Badminton består till största delen av jordbruksmark.